# برايزاخ
برايزاخ (بالألمانية: Breisach) (بغايزاخ) هي بلدة ألمانية تقع جنوب غرب ألمانيا في Breisgau-Hochschwarzwald , شرق نهر الراين على الحدود الألمانية الفرنسية بين مدينتي فرايبورغ الألمانية و كومار الفرنسية حيث تبعد 20 كلم عن كل منهما (أيضا 60 كلم شمال بازل السويسرية).
يقدر عدد سكانها بـ 16,500 نسمة .

## أصل التسمية
يعود الاسم في الأصل إلى التسمية السلتية (لغة السلتيين) إبّان حكمها كونهم مستوطنيها, ويعتقد أن أول استعمال رسمي لهته التسمية كان حوالي القرن الرابع في مرسوم من القيصر فالنتينيان الأول في 30 أغسطس عام 369م.
و تعني مكسر الأمواج (حائل الأمواج) فكلمة (بالسلتية: Breis) متواجدة في الفرنسية (Briser) أي بالإنجليزية (Break).
و ربما ليس من الغريب تشابه اللفظ (بغايزاخ) مع الكلمة العربية برزخ, فلا ندري الصلة بين المعنيين. لأن التسمية في الأغلب كون نهر الراين ينقسم إلى مجريين إثنين عندها.

## المدن التوأمة
مدن سانت لويس، Pürgg-Trautenfels، نيوف-بريساش وأشفنشم هي مدن توأمة لـبرايزاخ.

## أعلام
- جوليان كيرن
- مارتن شونجور
- أوليفر باومان